# Сан Ђорђо (Верона)
Сан Ђорђо је насеље у Италији у округу Верона, региону Венето.
Према процени из 2011. у насељу је живело 11 становника. Насеље се налази на надморској висини од 1104 м.